# Kairoa villosa
Kairoa villosa är en tvåhjärtbladig växtart som först beskrevs av Kaneh. & Hatus., och fick sitt nu gällande namn av S.S.Renner & W.N.Takeuchi. Kairoa villosa ingår i släktet Kairoa och familjen Monimiaceae. Inga underarter finns listade i Catalogue of Life.